# Secrets (canção de OneRepublic)
"Secrets" é o segundo single da banda OneRepublic que foi lançada a partir do segundo álbum de estúdio Waking Up. Foi lançado como o primeiro single na Alemanha e Áustria, devido à sua presença na trilha sonora do Til Schweiger filme de novo Zweiohrküken. O filme é a sequela do filme Keinohrhasen, para o qual "Apologize" foi a trilha sonora do filme. A canção disparou nas paradas airplay alemães e austríacos. A canção foi lançada na loja iTunes dos Estados Unidos em 03 de novembro de 2009. A canção foi prevista para um lançamento no Reino Unido em 5 de abril mas foi adiado para 01 de junho.
A canção foi usada de forma proeminente e caracterizado na trilha sonora do filme O Aprendiz de Feiticeiro, e também foi usado para o lançamento do "Big Pony" linha de fragrâncias para Ralph Lauren. Uma versão instrumental de "Secrets", também aparecem com destaque na FaceTime parte da Apple Inc., iPhone 4 introdução em vídeo em 2010. A canção tem sido muito utilizado na rede de publicidade promocional para várias séries e vários outros trailers de filmes nos Estados Unidos.

## Faixas
1. "Secrets" - 3:45
2. "Come Home" (with Sara Bareilles) - 4:18

### UK Promo CD
1. "Secrets" - 3:45

## Lançamento na Alemanha e Áustria
"Secrets" foi o primeiro só porque pertence à trilha sonora do novo filme de Til Schweiger, chamado Zweiohrküken. O filme é a sequela do filme Keinohrhasen, para o qual "Apologize" foi a trilha sonora do filme. A canção disparou nas paradas nas rádios alemãs e austríacas e até 27 de outubro tem hit # 1 no iTunes gráfico na Alemanha. A canção foi lançada nos Estados Unidos iTunes Store em 3 de novembro de 2009. A música teve um sucesso moderado, permanecendo no topo da parada de Rock do iTunes para a semana seguinte a sua liberação.

## Recepção da Critica
Bill Lamb de About.com deu a canção 4,5 estrelas (max. 5), descrevendo-a como: "Nas mãos da maioria dos vocalistas, Secrets seria provavelmente cortada do álbum na melhor das hipóteses, mas Ryan Tedder faz um ótimo trabalho de capturar as nuances das letras em sua entrega vocal, música começa mais como uma conversa, mas se transforma em um poderoso apelo pelo tempo que o coro vem por aí, e esse fundamento é que depende de como você lê as letras. Em uma pesquisa on-line recente, os comentários sobre o significado de "Secrets" variou de estilo de composição de Ryan (ele é o único escritor nesta pista) para um homem com uma vida chata que quer começar a viver. Baseado no fundo Tedder do e das circunstâncias actuais, alguns tendem a pensar que é sobre as suas inspirações musicais, mas é melhor deixar ambíguo que as pessoas possam encontrar o seu próprio significado".

## Promoção
A canção também foi usado em um vídeo promocional para promover a sexta temporada da série de drama da ABC, Lost. A canção também foi incluída em um vídeo promocional para a próxima temporada terço à vista de E.U.A. Network. A música foi recentemente apresentado no final do episódio 14 da terceira temporada de Gossip Girl intitulado The Lady Vanished. A música também foi tocada durante Pretty Little Liars (série de TV) promo premier da série, além disso a canção também foi usada no filme Aprendiz de Feiticeiro, produzido pela Disney.

## Videoclipe
A primeira aparição do vídeo da música na TV alemã foi em 16 de outubro de 2009. Ele mostra a banda tocando seus instrumentos e Ryan Tedder cantando. Além disso, ele apresenta cenas do filme Zweiohrküken.
Há também uma segunda versão do vídeo, que foi realmente uma promo para a estréia da sexta temporada da série de TV Lost. Esta versão possui a partir do vídeo original, com a banda tocando em um estúdio, misturados com cenas da série.
A terceira versão tem cenas do vídeo original em que uma mulher Nora Tschirner à espera de alguém no meio. Este é o vídeo da música que é usado em todo o mundo. Ela estreou 17 maio de 2010 no VEVO.
Há também uma quarta versão do vídeo com cenas do filme, O Aprendiz de Feiticeiro.

## Desempenho Comercial
"Secrets" estreou na Billboard Hot 100 na 98ª posição, onde depois re-entraria na parada na 83ª posição, e conquistou sua melhor posição varias semanas depois, o 21º lugar. Em julho de 2011 nos Estados Unidos a canção já havia vendido 2,138 milhões de cópias. Na Alemanha, a canção estreou no 3º lugar, e obteve certificação de ouro no país. Porém o maior destaque da canção foi na Polônia, onde atingiu duas vezes consecutivas o 1º lugar. O single ainda atingiu o Top 15 na Áustria, Holanda e na Europa.
| Parada (2009/2010)                    | Melhor Posição |
| ------------------------------------- | -------------- |
| Alemanha - (German Singles Chart)     | 3              |
| Austrália - (ARIA Charts)             | 93             |
| Áustria - (Austrian Singles Chart)    | 4              |
| Bélgica - (Ultratip - Flanders)       | 15             |
| Canadá - (Canadian Hot 100)           | 32             |
| Estados Unidos - (Adult Contemporary) | 5              |
| Estados Unidos - (Adult Pop Songs)    | 3              |
| Estados Unidos - (Digital Songs)      | 19             |
| Estados Unidos - (Billboard Hot 100)  | 21             |
| Estados Unidos - (Pop Songs)          | 13             |
| Estados Unidos - (Radio Songs)        | 22             |
| Estados Unidos - (Dance Songs)        | 28             |
| Hungria - (Hungarian Airplay Chart)   | 34             |
| Itália - (Italian Singles Charts)     | 77             |
| Mundo - (United World Chart)          | 40             |
| Nova Zelândia - (RIANZ Top 40)        | 27             |
| Países Baixos - (Dutch Top 40)        | 15             |
| Países Baixos - (Mega Charts)         | 57             |
| Polónia - (Polish Singles Charts)     | 1              |
| Reino Unido - (UK Singles Chart)      | 77             |
| Rússia - (Russian Music Charts)       | 28             |
| Chéquia - (Czech Airplay Chart)       | 31             |
| Suíça - (Swiss Singles Chart)         | 19             |
| União Europeia - (European Hot 100)   | 12             |

| País           | Fornecedor | Certificação | Vendas     |
| -------------- | ---------- | ------------ | ---------- |
| Alemanha       | BVMI       | Ouro         | 150,000+   |
| Estados Unidos | RIAA       | 2× Platina   | 2,138,000+ |

| Chart (2010)                         | Posição |
| ------------------------------------ | ------- |
| Alemanha - (Media Control AG)        | 87      |
| Austria - (Austrian Singles Chart)   | 69      |
| Europa - (European Hot 100 Singles)  | 85      |
| Estados Unidos - (Adult Pop Songs)   | 31      |
| Estados Unidos - (Billboard Hot 100) | 76      |
| Países Baixos - (Dutch Top 40)       | 85      |